# Texts de Guodian
Els Texts de bambú de Guodian (xinés: 郭店) són escrits sobre tauletes de bambú descoberts a l'octubre de 1993 en una antiga tomba al centre de la Xina.

## Troballa
La tomba és al llogaret de Guodian, municipi de Jingmen, província d'Hubei. A nou quilòmetres es troba Jinan (Ying), antiga capital de l'estat de Chu. La ubicació és en un antic cementiri de Ying.
La primera tomba excavada va resultar ser un descobriment d'enorme importància en el camp dels estudis taoistes. Els arqueòlegs van trobar entre els objectes habituals una gran quantitat de texts escrits en tauletes de bambú, entre aquests una còpia del Daodejīng. Com que la tomba fou segellada probablement a la fi del segle IV ae, aquella còpia del llibret de Laozi és la més antiga de les conegudes fins hui.
Segons els arqueòlegs i historiadors la persona soterrada devia ser un noble de rang inferior i de gran erudició, tenint en compte la gran quantitat de texts filosòfics trobats: quinze texts més, a més del Lao zi. Set-centes trenta tauletes escrites en bambú, setanta-una del Lao zi, la resta són texts confucians.

## Lao zide Guodian
Les setanta-una tauletes del Lao zi de Guodian només recullen parcialment el Lao zi conegut. Dels 81 capítols d'aquest, es recullen 31, i 16 són sencers. Aquesta circumstància, però, ha generat dues postures divergents i irresolubles entre els estudiosos:
- Uns sostenen que els capítols que manquen s'han perdut.
- Altres, que realment ens trobaríem davant un text complet, el més antic fins ara i el millor i més fidel reflex del pensament primigeni de la filosofia taoista. Els Textos de Mawangdui i les versions posteriors inclourien extenses addicions a un Text primitiu, el Lao zi de Guodian.

Les tauletes estaven agrupades en tres feixos, diferents en longitud i tipus d'escriptura. L'obra estaria així ben diferenciada en tres parts, sense títol, i s'ha denominat convencionalment en Occident A, B i C.

### El Gran U
La segona meitat del llibre C és un text taoista sense títol totalment desconegut (el denominen així perquè comença dient "El Gran U engendrà l'aigua"), majoritàriament considerat com a part del primigeni Lao zi.

## Contingut
| Nombre | Xinès              | Català                                |
| ------ | ------------------ | ------------------------------------- |
| 1-3    | 老子甲、乙、丙     | Lao zi A, B i C                       |
| 4      | 太一生水           | El Gran U                             |
| 5      | 緇衣               | Túniques negres                       |
| 6      | 魯穆公問子思       | El duc Mu de Dl pregunta a Zisi       |
| 7      | 窮達以時           | La misèria i l'èxit depenen de l'edat |
| 8      | 唐虞之道           | El camí de Tang i Yu                  |
| 9      | 五行               | Les cinc conductes                    |
| 10     | 忠信之道           | El camí de la lleialtat i la bona fe  |
| 11     | 成之聞之           | El savi és de virtuts divines         |
| 12     | 尊德義             | Reverenciar la virtut i el decòrum    |
| 13     | 性自命出           | Receptes per alimentar la vida        |
| 14     | 六德               | Les sis virtuts                       |
| 15-18  | 語叢一、二、三、四 | Aforismes 1, 2, 3 i 4                 |